# Sara Troost
Sara Troost, o Sara Ploos van Amstel (Ámsterdam, 31 de enero de 1732– Ámsterdam, 17 de octubre de 1803) fue una pintora y dibujante neerlandesa del siglo XVIII.

## Biografía
Según el Rijksbureau voor Kunsthistorische Documentatie,  fue hija del pintor Cornelis Troost y profesora de su prima Christina Chalon.
Troost tenía dieciocho años cuando murió su padre. Con su pintura, dando clases de dibujo y pintura y el dinero que ganaba como lectora para mujeres mayores, pudo contribuir al mantenimiento familiar. Rechazó varias propuestas matrimoniales porque se sentía responsable del cuidado de su madre. A los 46 años contrajo matrimonio con el impresor Jacob Ploos van Amstel, y su hermana Elisabeth se casó con el hermano de su marido el pintor Cornelis Ploos van Amstel. Tras la muerte de su esposo, continuó con la imprenta hasta que la vendió en 1799 a la familia Enschedé. Falleció cuatro años después, a los setenta y un años. Es conocida por sus copias a la acuarela de artistas del siglo XVII.

## Galería

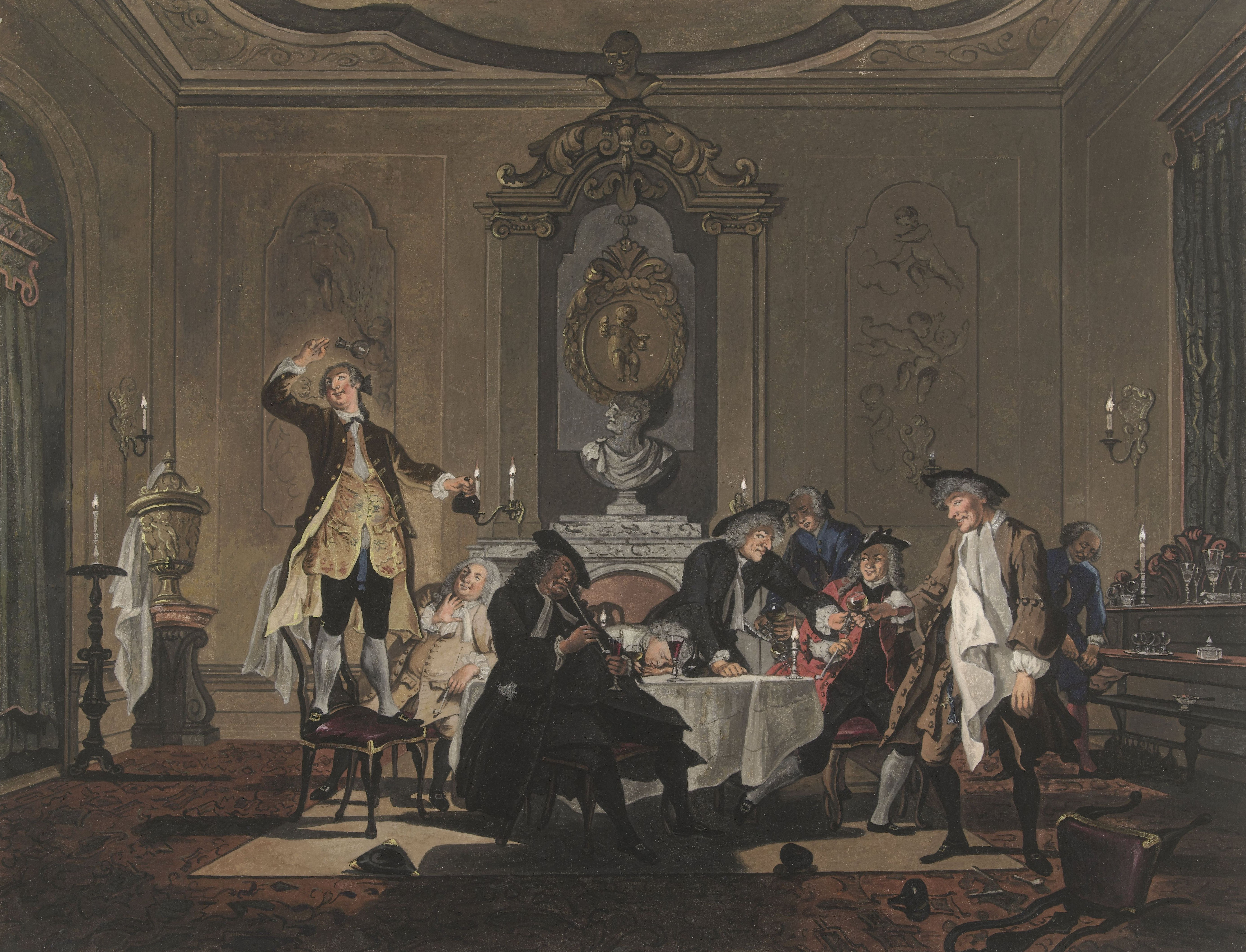
Casa ruidosa (1769), copia de una obra de Cornelis Troost
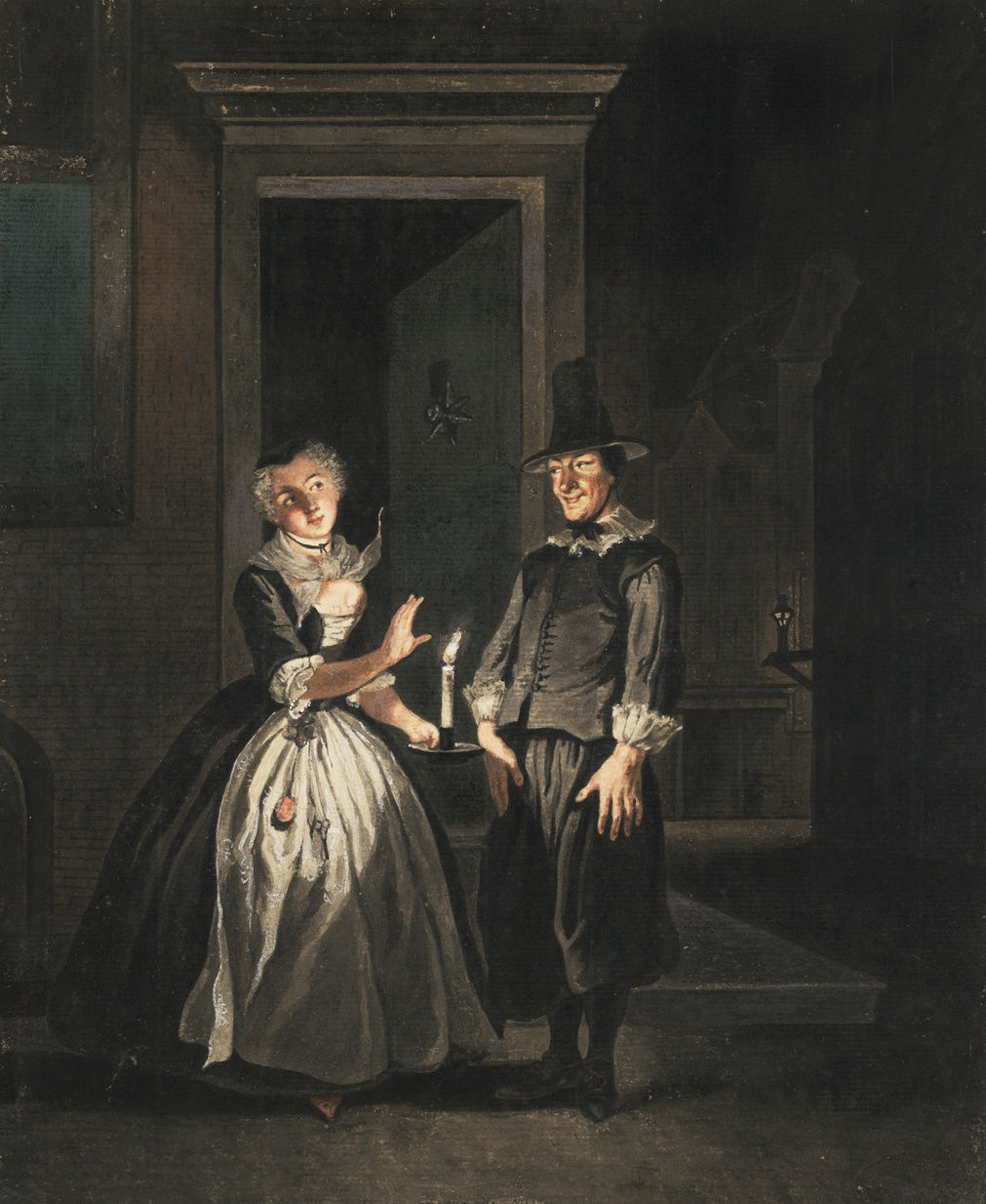
Declaración de amor copia de una obra de Reinier Andriaansz aan Saartje Jans (1803)
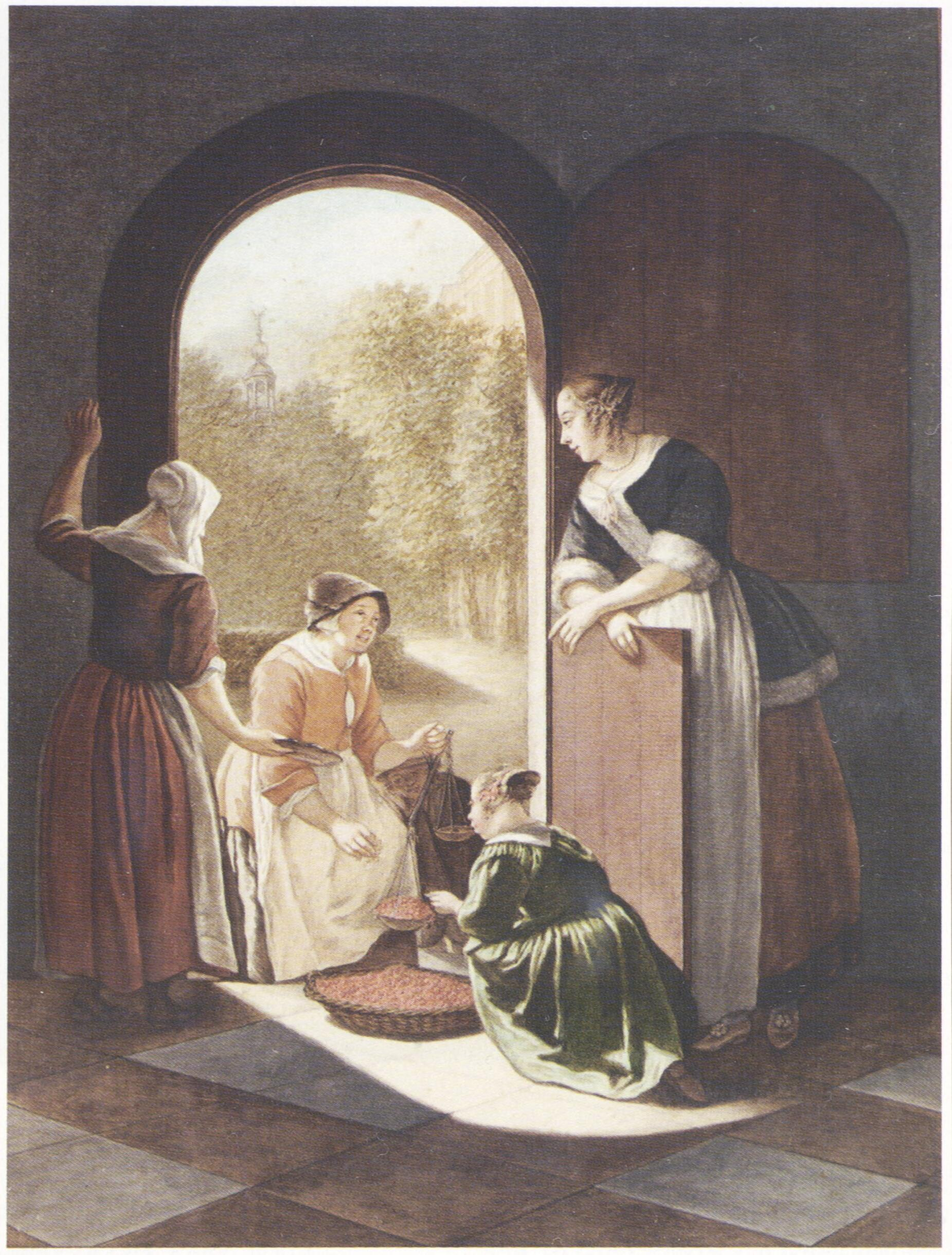
La vendedora de cerezas - copia en acuarela de una obra de Jacob Ochtervelt, 1787

## Obras en instituciones
- Amsterdam Museum
- Rijksmuseum
- Museo de Teyler